# Reinhard Wester

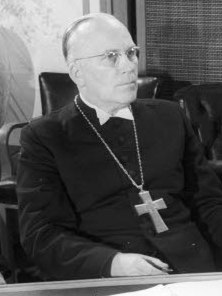
Bischof Wester auf der Generalsynode der Vereinigten Evangelisch-Lutherischen Kirche Deutschlands (VELKD) in Kiel 1965

Heinrich Reinhard Wester (* 2. Juni 1902 in Elberfeld; † 16. Juni 1975 in Eutin) war evangelisch-lutherischer Theologe und Bischof.

## Leben
Reinhard Wester studierte 1923–1927 Theologie in Tübingen, Rostock, Bethel und Kiel. Seine Ordination zum Pastor der Schleswig-Holsteinischen Landeskirche erfolgte 1929 in Kiel. Dort trat er auch seine erste Stelle als Jugendpastor an. Er war 1929 Mitbegründer des „Bruderkeises junger Theologen“. 1932 wurde er zum Pastor in Westerland/Sylt berufen. Er sympathisierte seit 1931 zunächst mit der Deutschen Christen (DC). Wester entwickelte sich jedoch schnell zu einem Gegner dieser Organisation, trat aus der von den DC dominierten Landes-Synode aus und gab seiner Gemeinde den Austritt aus dieser Organisation bekannt. Er schloss sich der Bekennenden Kirche an und wurde nach kurzer Zeit von 1934 bis 1936 Vorsitzender des Landesbruderrates dieser dem Nationalsozialismus kritisch gegenüberstehenden kirchlichen Vereinigung. Wester wurde in der Folge von der Gestapo überwacht und im Mai 1941 verhaftet. Nach vierwöchiger Haft entließ man ihn, da man ihm keine strafbare Handlungen hatte nachweisen können. Er meldete sich freiwillig zum Militär, geriet in Kriegsgefangenschaft in Ägypten, wo er als Lagerpfarrer tätig war, und kehrte erst 1947 aus Ägypten zurück. Es folgte die Ernennung zum Oberkirchenrat und Bischofsvikar, mit den Aufgaben eines Landespropstes für Schleswig betraut. Am 27. November 1947 wählte man ihn, auch aufgrund seiner Haltung während der NS-Zeit, zum neuen Bischof für Schleswig.  Wester trat nach den Erfahrungen mit dem Nationalsozialismus für eine strikte Trennung von Kirche und Politik ein und versuchte dies auch in seinem Amt durchzusetzen. Von 1948 bis 1964 war Wester Landesbevollmächtigter für den diakonischen Dienst der Landeskirche Schleswig-Holstein und Vorsitzender des Landesverbandes für Innere Mission in Schleswig-Holstein, 1948 war er ebenfalls Mitglied der Verfassungsgebenden Versammlung der EKD. 1951 ernannte ihn die Theologische Fakultät der Christian-Albrechts-Universität zu Kiel zum Ehrendoktor. Von 1957 bis 1965 war er Beauftragter der EKD für Umsiedler und Vertriebene. Die Ostdenkschrift der EKD im Jahr 1965, deren Kernbestandteil die Anerkennung der Oder-Neiße-Grenze bedeutete, veranlasste ihn zum Rücktritt von diesem Amt. Von 1964 bis 1967 war Reinhard Wester Vorsitzender der Kirchenleitung der Schleswig-Holsteinischen Landeskirche. Im November 1967 ließ er sich als Bischof emeritieren.

## Orden
- 1967 Großes Verdienstkreuz mit Stern des Verdienstordens der Bundesrepublik Deutschland

## Schriften
- Wir wollen singen, Kiel: Ev. Jugendpfarramt für Schleswig-Holstein 1932.
- Das Wächteramt der Kirche. Eine Predigt, gehalten am 23. Juni 1935 in der Kirche zu Westerland a. Sylt, Breklum: Amt für Volksmission 1935.
- Die Lage der Schleswig-Holsteinischen Landeskirche und die Verantwortung der Gemeinde (1935), in: Karl Ludwig Kohlwage, Manfred Kamper, Jens-Hinrich Pörksen (Hrsg.): „Was vor Gott recht ist“. Kirchenkampf und theologische Grundlegung für den Neuanfang der Kirche in Schleswig-Holstein nach 1945. Dokumentation einer Tagung in Breklum 2015. Zusammengestellt und bearbeitet von Rudolf Hinz und Simeon Schildt in Zusammenarbeit mit Peter Godzik, Johannes Jürgensen und Kurt Triebel, Husum: Matthiesen Verlag 2015, S. 137–152 (online auf geschichte-bk-sh.de).
- Handreichung für den Konfirmandenunterricht. Erwägungen und Erfahrungen, Göttingen: Vandenhoeck & Ruprecht 1937 (zusammen mit Paul Gerhard Johanssen).
- Spruch- und Liedplan zur Handreichung für den Konfirmanden-Unterricht, Göttingen: Vandenhoeck & Ruprecht 1937.
- Ordnung des kirchlichen Lebens. Entwurf, in: Junge Kirche 7 (1939) 773–780; 829–832; 888–893; 8 (1940) 41–44.
- Die missionierende Kirche, Berlin: Lutherisches Verlags-Haus 1958.
- Die Kirche an der Grenze, in: Walter Bauer, Hellmut Heeger, Friedrich Hübner, Walter Zimmermann (Hrsg.): Ich glaube eine heilige Kirche. Festschrift für D. Hans Asmussen zum 65. Geburtstag am 21. August 1963, Stuttgart: Evangelisches Verlagswerk 1963, S. 175–181.